# Rosana Torres
Rosa Ana del Buen Consejo Torres Reines (Catarroja, Valencia, 29 de junio de 1953), más conocida como Rosana Torres, es una periodista española especializada en temas culturales y ligada al diario El País desde 1978. Recibió el Premio Nacional de Literatura a la labor de Crítica en 1980 por sus publicaciones en el diario El País. En 2022, fue galardonada con la Medalla de Oro al Mérito en las Bellas Artes que otorga el Ministerio de Cultura de España.Recibió el Premio Nacional de Periodismo Cultural 2025.

## Trayectoria
Inicialmente orientó sus esfuerzos profesionales al mundo de la literatura infantil y en especial del teatro infantil, utilizando para ello la plataforma de la televisión. Así, entre 1981 y 1983 presentó el programa El carro de la farsa en Televisión española, espacio del que además era guionista y subdirectora. Finalizado el programa, condujo un espacio de similares características en la misma cadena, llamado Taller de teatro (1983-1984) y posteriormente Candilejas. En 1990 presentó el espacio A la calle (1990) en Telemadrid, en el que se divulgaba la actualidad teatral, cinematográfica y cultural de la capital.
Además de su activa participación en el ámbito editorial de El País ha colaborado en la sección de estrenos teatrales en la Guía del Ocio de Madrid, publicación con la que empezó a colaborar en 1977.

## Premios y reconocimientos
Entre otros galardones ha recibido:
- El Premio Nacional de Literatura a la labor de crítica en 1980.

- El Premio Caché a la mejor periodista del año en 1990;

- El Premio Gay Internacional por su labor en defensa de los derechos de los homosexuales y enfermos de Sida (fue durante años vicepresidenta del Comité Ciudadano Antisida, la primera ONG que se fundó en España);

- El Premio Ágora Especial por su apoyo a las artes Escénicas.

- Además posee el Alfiler de la Corbata de Valle-Inclán, concedido por los autores españoles por su defensa de la dramaturgia española contemporánea. Consideración y reconocimiento que se le ha reiterado desde el mundo del espectáculo en posteriores ocasiones.[5][6]

- En 2007 recibió el accésit del I Premio Internacional de Periodismo Cultural Paco Rabal concedido por la AISGE,

- En 2012 se le concedió el Primer Premio de la sexta edición del Premio Internacional Paco Rabal de Periodismo Cultural, instaurado por la Fundación AISGE en 2007, por su trabajo Viaje al teatro español del destierro,[a][7]

- En 2022 recibió  la Medalla de Oro al Mérito en las Bellas Artes, concedida por El Consejo de Ministros, a propuesta del ministro de Cultura y Deporte de España.[8]
- En 2025 recibió el Premio Nacional de Periodismo Cultural, otorgado por el Ministerio de Cultura de España, por “por la excelencia de una trayectoria como periodista cultural independiente y crítica y por poseer un proverbial olfato con el que se adelanta a la mejor primicia”.[3][9]